# 本岐駅

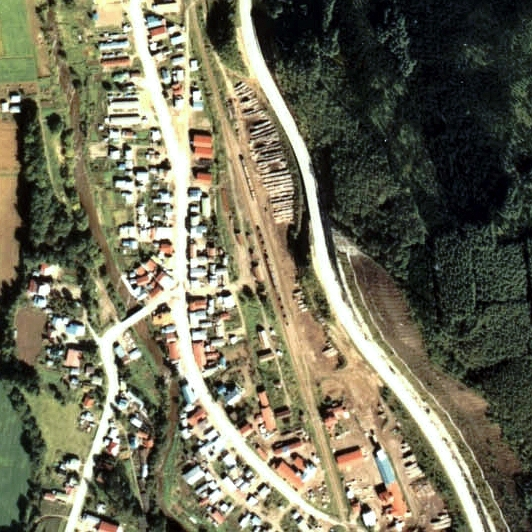
1977年の本岐駅と周囲約500m範囲。下が北見相生方面。

本岐駅（ほんきえき）は、北海道（網走支庁）網走郡津別町字本岐にあった日本国有鉄道（国鉄）相生線の駅（廃駅）である。電報略号はホキ。事務管理コードは▲122605。

## 歴史
- 1925年（大正14年）11月15日 - 鉄道省相生線津別駅 - 北見相生駅間開通に伴い開業[1][3]。一般駅[1]。
- 1949年（昭和24年）6月1日 - 公共企業体である日本国有鉄道に移管。
- 1979年（昭和54年）12月11日 - 貨物取扱い廃止[1]。
- 時期不詳 - 業務委託化[4]。
- 1984年（昭和59年）2月1日 - 荷物取扱い廃止[1]。
- 1985年（昭和60年）4月1日 - 相生線の廃線に伴い廃止となる[1]。

### 駅名の由来
開業時、当地は飜木禽（ぽんききん）村であったが、「駅名としては字画多きに過ぐるため」として省略され命名されたもので、後年地名も本岐となっている。
「飜木禽（翻木禽、とも）」は現在のポンキキン川のアイヌ語名である「ポンキキン（pon-kikin）」（小さい・キキン川）に字を当てたものである。「キキン（kikin）」は果実の名称であり、エゾノウワミズザクラあるいはナナカマドの果実を指す。この「キキン」の木（「キキンニ（kikin-ni）」）が川筋に多かったことから付いた、と考えられる名称である。

語頭の「ポン（pon）」（小さい・子なる）は同地の網走川支流のうち、現在の恩根地区にある「オンネキキン（onne-kikin）」（大きい（親なる）・キキン川）と比較し小さい川であったことから、対になるかたちでついたものである。

## 駅構造
廃止時点で、単式ホーム1面1線を有する地上駅であった。ほかに駅舎側に美幌方から分岐した側線を1本有し、ホームはその部分が切欠きホームとなっていた。ホームは線路の西側（北見相生方面に向かって右手側）に存在し、駅舎が接していた。かつては相対式ホーム2面2線を有する列車交換可能駅であった。業務委託駅となっていた。

## 利用状況
利用状況の推移については以下の通り。年間の値のみ判明している年度の1日平均は日数割で算出した参考値を括弧書きで示す。出典が「乗降人員」となっているものについては1/2とした値を括弧書きで乗車人員の欄に示し、備考欄で元の値を示す。
| 年度               | 乗車人員 | 乗車人員 | 出典   | 備考                 |
| 年度               | 年間     | 1日平均  | 出典   | 備考                 |
| ------------------ | -------- | -------- | ------ | -------------------- |
| 1928年（昭和3年）  |          | (87.0)   | [ 9 ]  | 1日平均乗降人員174人 |
| 1931年（昭和6年）  |          | (39.5)   | [ 9 ]  | 1日平均乗降人員79人  |
| 1934年（昭和9年）  |          | (47.5)   | [ 9 ]  | 1日平均乗降人員95人  |
| 1945年（昭和20年） |          | (127.0)  | [ 9 ]  | 1日平均乗降人員254人 |
| 1950年（昭和25年） |          | (177.0)  | [ 9 ]  | 1日平均乗降人員354人 |
| 1952年（昭和27年） | 60,704   | (166.3)  | [ 10 ] |                      |
| 1955年（昭和30年） |          | (211.5)  | [ 9 ]  | 1日平均乗降人員423人 |
| 1960年（昭和35年） |          | (225.0)  | [ 9 ]  | 1日平均乗降人員450人 |
| 1965年（昭和40年） |          | (224.0)  | [ 9 ]  | 1日平均乗降人員448人 |
| 1968年（昭和43年） |          | (192.0)  | [ 9 ]  | 1日平均乗降人員384人 |
| 1978年（昭和53年） |          | 86       | [ 11 ] |                      |
| 1981年（昭和56年） |          | 64       | [ 4 ]  |                      |

## 駅周辺
- 北海道道51号津別陸別線・国道240号
- 津別町立本岐小学校
- 本岐郵便局
- 津別まちバス（旧・津別町営バス）「本岐」停留所
- チミケップ湖 - 駅から西に約12km[4]。
- 鹿鳴の滝

## 駅跡
「本岐地区多目的公園」となり、パークゴルフ場や交流センターの建物が建てられている。農業倉庫は残存している。

## 隣の駅
日本国有鉄道
相生線
恩根駅 - 本岐駅 - <大昭仮乗降場> - <開拓仮乗降場> - 布川駅